# Liste der Monuments historiques in Charmes (Vosges)
Die Liste der Monuments historiques in Charmes führt die Monuments historiques in der französischen Gemeinde Charmes auf.

## Liste der Immobilien
| Bezeichnung        | Beschreibung                                                                          | Standort                     | Kennzeichnung | Schutzstatus   | Datum     | Bild           |
| ------------------ | ------------------------------------------------------------------------------------- | ---------------------------- | ------------- | -------------- | --------- | -------------- |
| Kirche St-Nicolas  | ab 1493                                                                               | Place de l’Espée (Lage)      | PA00107104    | Classé Inscrit | 1913 1926 | weitere Bilder |
| Maison du Chaldron | auch Maison des Loups; Adelshof, ab dem 14. Jahrhundert; Fassaden und Portal von 1537 | 19 rue Maurice-Barrès (Lage) | PA00107105    | Inscrit        | 1926 2009 | weitere Bilder |

## Liste der Objekte
| Bezeichnung                                             | Beschreibung | Standort                                  | Kennzeichnung | Schutzstatus    | Datum     | Bild |
| ------------------------------------------------------- | --- | ----------------------------------------- | ------------- | --------------- | --------- | ---- |
| Retabel des Hauptaltars                                 | Holz, bemalt, 18. Jahrhundert                                                                                            | in der Kapelle Notre-Dame de Grâce (Lage) | PM88000117    | Classé          | 1967      |      |
| Josephsaltar                                            | Altartisch, Rteable und Skulpturengruppe; Holz, farbig gefasst und vergoldet, um 1741 von Jean Munier                    | in der Kirche St-Nicolas (Lage)           | PM88000121    | Classé          | 1971      |      |
| Pietà                                                   | Stein, 16. Jahrhundert                                                                                                   | in der Kirche St-Nicolas (Lage)           | PM88000124    | Classé          | 1971      |      |
| Skulpturengruppe Grablegung                             | Stein, 16. Jahrhundert                                                                                                   | in der Kirche St-Nicolas (Lage)           | PM88000111    | Classé          | 1903      |      |
| Altar der Rosenkranzmadonna                             | Altartisch, Retabel und Gemälde; Holz, farbig gefasst und vergoldet, sowie Ölfarbe auf Leinwand, um 1741 von Jean Munier | in der Kirche St-Nicolas (Lage)           | PM88000123    | Classé          | 1971      |      |
| Retabel Chrstophorus trägt das Jesuskind durch die Furt | Stein, Anfang des 17. Jahrhunderts                                                                                       | in der Kirche St-Nicolas (Lage)           | PM88000125    | Classé          | 1971      |      |
| Skulptur Madonna mit Kind                               | Holz, vergoldet, 18. Jahrhundert                                                                                         | in der Kapelle Notre-Dame de Grâce (Lage) | PM88000118    | Classé          | 1967      |      |
| Kanzel                                                  | Holz, 18. Jahrhundert | in der Kirche St-Nicolas (Lage)           | PM88000126    | Classé          | 1972      |      |
| Skulptur Jesuskind                                      | Wachs, Textilien, in Glasvitrine, um 1900                                                                                | in der Kapelle Notre-Dame de Grâce (Lage) | PM88001293    | Inscrit         | 2007      |      |
| Skulptur Notre-Dame de Grâce                            | Madonna mit Kind; Stein, 14. Jahrhundert                                                                                 | in der Kapelle Notre-Dame de Grâce (Lage) | PM88000115    | Classé          | 1957      |      |
| Gestühl der Jovigny-Kapelle                             | Holz, 18. Jahrhundert | in der Kirche St-Nicolas (Lage)           | PM88000119    | Classé          | 1982      |      |
| Gemälde Predigt des heiligen Franz Xaver                | Ölfarbe auf Leinwand, vergoldeter Holzrahmen, 18. Jahrhundert                                                            | in der Kirche St-Nicolas (Lage)           | PM88000120    | Classé          | 1982      |      |
| Marienaltar                                             | Altartisch, Retabel und Skulptur; Holz, farbig gefasst und vergoldet, um 1741 von Jean Munier                            | in der Kirche St-Nicolas (Lage)           | PM88000122    | Classé          | 1971      |      |
| Zwei Beichtstühle                                       | Eichenholz, 18. Jahrhundert                                                                                              | in der Kirche St-Nicolas (Lage)           | PM88001291    | Inscrit         | 2007      |      |
| Gemälde Heiliger Nikolaus                               | Ölfarbe auf Leinwand | in der Kirche St-Nicolas (Lage)           | PM88001288    | Inscrit         | 1988      |      |
| Gemälde Jesus trägt das Kreuz                           | Ölfarbe auf Leinwand, 17. Jahrhundert                                                                                    | in der Kirche St-Nicolas (Lage)           | PM88001289    | Inscrit         | 2007      |      |
| Gemälde Anbetung der Hirten                             | Ölfarbe auf Leinwand, um 1800                                                                                            | in der Kirche St-Nicolas (Lage)           | PM88001290    | Inscrit         | 2007      |      |
| Osterleuchter                                           | Metall, vergoldet, 18. Jahrhundert                                                                                       | in der Kirche St-Nicolas (Lage)           | PM88001292    | Inscrit         | 2007      |      |
| Drei Glockem                                            | Bronze, um 1770 gegossen                                                                                                 | im Hôtel de Ville (Lage)                  | PM88001116    | Classé gelöscht | 1922 1949 |      |
| Zwei Kirchenfenster                                     | bezeichnet 1493 | in der Kirche St-Nicolas (Lage)           | PM88000112    | Classé          | 1912      |      |
| Taufbecken                                              | Stein, bezeichnet 1538                                                                                                   | in der Kirche St-Nicolas (Lage)           | PM88000113    | Classé          | 1922      |      |
| Skulptur einer Heiligen mit Buch                        | Stein, Anfang des 16. Jahrhunderts                                                                                       | in der Kapelle Notre-Dame de Grâce (Lage) | PM88000114    | Classé          | 1933      |      |
| Pietà                                                   | Stein, farbig gefasst, 16. Jahrhundert                                                                                   | in der Kapelle Notre-Dame de Grâce (Lage) | PM88000116    | Classé          | 1967      |      |